# Widget (série télévisée d'animation)
 (décembre 2021).
Pour les articles homonymes, voir Widget.
Widget (Widget, the World Watcher) est une série télévisée d'animation américaine en 65 épisodes de 25 minutes, créée par Peter Keefe et diffusée entre le 29 septembre 1990 et le 12 avril 1993 en syndication.
En France, la série a été diffusée à partir du 25 janvier 1992 sur Canal+ dans l'émission Canaille Peluche. Rediffusion à partir de 1993 dans l'émission Big Bang sur France 3. Au Québec à partir du 6 septembre 1994 sur Canal Famille.

## Synopsis
Cette série met en scène un petit extraterrestre mauve, Widget. Il est chargé de protéger l'environnement de la Terre, accompagné de Brian et de Kevin, deux Terriens. Ceux de son espèce protègent ainsi plusieurs planètes en envoyant un des leurs sur chacune d'entre elles. De même, comme tous ses congénères, Widget possède le pouvoir de se transformer en diverses choses. Il a à sa disposition Mega Brain, une créature qui a juste une tête et des mains (qui ne sont pas reliées à la tête) et qui vit dans la montre de Widget. Il sert d'encyclopédie, d'inventeur et d'ami à Widget.

## Voix françaises
- Gérard Dessalles : Widget
- Jean-Claude Montalban : Mega Brain
- Francette Vernillat : Copain de Widget #1
- David Lesser : Copain de Widget #2
- Michel Barbey : Mega Slank
- Joëlle Fossier : La Reine de Bonbonia
- Gérard Surugue : Voix additionnelles

## Épisodes (ordre alphabétique)
1. Aventure africaine (Amazon Adventure)
2. Aventure en Méditerranée (Mediterranean Adventure)
3. Bizarre
4. Chaos à Kaliko (Chaos in Kali-Ko)
5. Collision (Crashing Planets)
6. Demi portion
7. Des lunettes très spéciales (Rose Colored Glasses)
8. Histoires de fantômes
9. La baleine captive (Kona, the Captive Whale)
10. La braderie intergalactique (Intergalactic Garage Sale)
11. La fête
12. La forêt de la pluie
13. La grande barrière de corail (Great Barrier Thief)
14. La grande poursuite
15. La pierre à vœux (The Wishing Stone)
16. La tempête dans la jungle
17. L'abominable Urg (The Uncontrollable Urg)
18. L'aérobulle
19. Lavage de cerveau (The Great Brain Robbery)
20. Le combat intergalactique (Intergalactic Grudge Match)
21. Le gorille de mes rêves (Gorilla My Dreams)
22. Le grand cirque intergalactique (The Greatest Show in the Galaxy)
23. Le langage universel
24. Le peuple de la forêt
25. Le rayon magique
26. Le revenant
27. Le roi Mac Bluff
28. Le scrabouligou
29. Le voyage dans le temps (Time Trippers)
30. Les bonbons à rien
31. Les fouines et les renards (Beast Side Story)
32. Les fourmis géantes (Fifty Foot Ants)
33. Les galériens de la galerie
34. Les Grosses Têtes (Head Game)
35. Les magi miroirs
36. Les micronautes (Micronauts)
37. Les trois fantômes (Ghost of a Chance)
38. Les vacances de Maman Slank (Mother Slank's Intergalactic Vacation Paradise)
39. Les voleurs de glaciers (Glacier Grabber)
40. Méga Brain est à la fête
41. Mega Slank (Mega Slank from Titanium)
42. Myrtille et Berthold
43. Où est le drame
44. Quand on parle du loup
45. Quel cinéma
46. Racketland (Ratchetland)
47. Robot-Zonk (Robo-Zonk)
48. Rock autour de la galaxie (Rock Around the Cosmos)
49. Rupins des bois (Ratchet Hood)
50. Sauvons la planète Lotec
51. Tout n'est pas bon à jeter (Sort It Out)
52. Une couronne pour le cerveau (The Brain Who Would Be King)
53. Une étrange aventure
54. Voyage à la bibliothèque (The Library Card)
55. Widget à l'école (Teacher's Pets)
56. Widget au pays sens dessus-dessous
57. Widget au secours des baleines (Widget's Great Whale Adventure)
58. Widget dans la jungle (Widget of the Jungle)
59. Widget et le monstre
60. Widget et le vampire
61. Widget et les indiens
62. Widget et les robots
63. Widget et son double (Two Times Widget Equals Trouble)
64. Widget mène l'enquête
65. Widget rocker cosmique (Rock 'n' Roll Widget)

## Générique de l'émission
Le générique était interprété par Brenda Hervé, la jeune présentatrice de l'émission Samdynamite.

## Autour de la série
Tout comme Capitaine Planète, Widget fut un modèle d'écologie pour toute une génération dans le monde entier.

## Adaptations en jeux vidéo
Le développeur japonais Atlus diffuse en 1992 une première adaptation en jeu-vidéo de la série sur la Nintendo NES. L'année suivante, c'est sur Super Nintendo que revient le personnage dans un titre nommé Super Widget. Les deux titres sont des jeux mêlant action et plate-forme.